# Love Child (serie televisiva)
Love Child è una serie televisiva drammatica creata da Sarah Lambert che va in onda dal 20 maggio 2014 in Australia sul canale Nine Network.
La trama ruota attorno alle vicende dei dipendenti del King Cross Hospital. La serie in italia è inedita.

## Trama
La serie racconta le vicende dei dipendenti del King Cross Hospital in particolare le vite di Joan Millar e del Dr. McNaughton.

## Episodi
| Stagione         | Episodi | Prima TV originale | Prima TV Italia |
| ---------------- | ------- | ------------------ | --------------- |
| Prima stagione   | 8       | 2014               | inedita         |
| Seconda stagione | 8       | 2015               | inedita         |
| Terza stagione   | 10      | 2016               | inedita         |
| Quarta stagione  | 10      | 2017               | inedita         |